# Urmar Tanda
Urmar Tanda es una ciudad de la India en el distrito de Hoshiarpur, Estado de Panyab.

## Geografía
Se encuentra a una altitud de 240 m s. n. m. a 200 km de la capital estatal, Chandigarh, en la zona horaria UTC +5:30.

## Demografía
Según estimación 2010 contaba con una población de 24 721 habitantes.